# Donald Hayling
Donald Hayling Shaw (Limón, 5 de octubre de 1927-San José, 14 de enero de 2009), también conocido como Danny Hayling, fue un beisbolista costarricense, jugaba en la posición de lanzador. Forma parte de la Galería Costarricense del Deporte desde el año 1982.

## Biografía y trayectoria
Danny Hayling nació en Limón, el 5 de octubre de 1927, entre 1944 y 1950 jugó con el equipo amateur de San Luis, después se integró a la  categoría mayor de un equipo llamado Atlántico Cubs. En 1947, fue jugador de la Selección Nacional de Béisbol de Costa Rica en la Serie Mundial Amateur en Colombia y en 1950 fue parte del seleccionado que participó en los Juegos Centroamericanos y del Caribe en Guatemala.
A finales de 1950 firmó un contrato con Los Ángeles Dodgers de la MLB. En las sucursales de Triple A (equipos de divisiones menores) ganó 18 partidos consecutivamente durante 1951, jugó como beisbolista profesional en los Estados Unidos hasta el año 1959 con el equipo de Buffalo (MiLB), entre 1951 y 1959, Hayling lanzó en 283 juegos con el sistema de Los Dodgers.
En 1960, Hayling jugó en la Liga Profesional de México con Monterrey, los Tigres y el Poza Rica, también jugó en Puerto Rico, Cuba y Nicaragua. Terminó su carrera como jugador en la Liga Sureste con el Veracruz en 1968. 
En 1982, Donald Hayling fue integrado a la Galería Costarricense del Deporte, además en 1994, recibió un homenaje en Carolina del Norte y fue declarado miembro del Salón de la Fama de la South Atlantic League.
Hayling se desempeñó como director técnico de algunos equipos limonenses después de su retiro y falleció en San José, el 14 de enero del 2009 a los 81 años de edad.